# Famille du facteur de nécrose tumorale
Ne doit pas être confondu avec Facteur de nécrose tumorale.
Pour les articles homonymes, voir TNF.
La famille du facteur de nécrose tumorale (famille du TNF) est un groupe de cytokines.

## Membres
Ligands membres de la famille TNF :
- Facteur de nécrose tumorale α
- Lymphotoxine α (TNF β)
- Lymphotoxine β (TNF C)
- CD40L
- FasL
- CD27L
- CD30L
- 4-1BBL
- TRAIL
- RANKL
- APRIL
- LIGHT
- TWEAK
- BAFF